# Anastàsia, patrícia
Anastasia patrícia (Anastasia Patricia ; fl. 576) fou una cortesana romana d'Orient i després va arribar a ser santa. Era una dama de companyia de l'emperadriu romana d'Orient Teodora, esposa de Justinià I. Quan l'emperador la va perseguir, despertant la gelosia de Teodora, Anastasia, va optar per marxar cap a Alexandria a Egipte per evitar-se problemes. Va arribar a un lloc anomenat Pèmpton, prop d' Alexandria, on va fundar un monestir que després rebria el seu nom. Allí, vivia amb disciplina monàstica on es dedicava a teixir per entretenir-se.
Després de la mort de Teodora el 548, Justinià va intentar que Anastàsia tornés a Constantinoble sense èxit. En comptes d'això, Anastasia va marxar cap a Uadi el Natrun, buscant ajuda d'Aba Daniel, hegumen del monestir en aquell moment. Per salvaguardar la persona d'Anastasia, va deixar que es mogués en una cel·la o laura del monestir a 18 milles de Uadi al desert, i prengués els hàbits com a monjo (masculí), alhora que prenia la vida com un ermità, en un moment en què aquest tipus de vida era permès als homes. La visitava cada setmana i es va assegurar que un dels seus deixebles li subministrès gerres d'aigua. Anastasia hi va romandre aïllada durant vint-i-vuit anys.
El 576, conscient que s'acostava a la mort, va escriure diverses paraules per a Abba Daniel sobre un tros de terrissa trencada i la va col·locar a l'entrada de la cova. El deixeble va trobar un òstracon amb les paraules "Porta les piques i vine aquí". Quan Daniel va sentir això, va saber que Anastasia estava a prop de la mort. Va anar a visitar-la amb el seu deixeble i donant-li la comunió va escoltar les seves últimes paraules. Daniel va revelar al seu deixeble tots els detalls complets de la seva història després de la seva mort.
La seva història sobreviu en un comentari de Synaxarium (compilació hagiogràfica) copta-àrab, i a través d'un conte de Daniel de Scetis. La seva festa és el 10 de març de al calendari de l'Església ortodoxa oriental, Amèrica i orientals catòliques Iglesias, i el 26 de Tobi al calendari de l'Església copta. Ha estat adoptada per la comunitat LGBT actual com a exemple de sant " transgènere ".